# OM Tigrotto
L'OM Tigrotto est un camion de moyen tonnage fabriqué par le constructeur italien OM de 1957 à 1968. Il fait partie de la fameuse gamme « zoologique » ainsi appelée car à l'époque, les camions OM étaient baptisés avec des noms d'animaux, Tigrotto = petit tigre.

## Histoire
Après avoir lancé avec succès le Leoncino, OM élargit sa gamme de camions vers le haut en présentant le Tigrotto en 1957. Ce camion est assez proche du Leoncino mais il est plus long et répond mieux aux tâches les plus difficiles avec une mécanique plus puissante. Sa charge utile est nettement plus élevée. 
Il sert également de châssis nu pour des pompes à béton, mobilhomes, et engins spéciaux d'aéroports.
La gamme Tigrotto a connu 4 séries distinctes et 19 versions. En 1958, OM présente un modèle plus lourd, le Tigre, qui entre dans la catégorie lourde. Le Tigrotto, comme toute la série zoologique, est remplacé par la série numérique Fiat-OM série « X ».

## Technique
Comme sur tous les modèles de la série « zoologique », la cabine est de type avancé. En Italie, la cabine à capot a été abandonnée en 1935 par tous les constructeurs.
Construit sur un châssis particulièrement robuste et équipé d'un moteur fiable et peu gourmand, le Tigrotto trouve très rapidement une clientèle nombreuse. Il est décliné également en version châssis nu pour les carrossiers spécialisés qui créent des variantes pour des utilisations particulières. Le Tigrotto est également proposé en version 4x4 pour les utilisations militaires, civiles extrêmes et les pompiers.
La première série du Tigrotto est dépourvue de direction assistée, interdite par le code de la route italien. Cet équipement n'a été disponible qu'à partir de la réforme du code de la route, en 1963.

### Les 4 séries du Tigrotto[1]
- Tigrotto 1re série, moteur OM CO1 D, 4 cylindres développant 67 Ch, PTC 7,0 T charge utile 4,0 T.
- 2e série - Tigrotto 45, moteur OM CO3, 4 cylindres 90 Ch, PTC 7,5 T charge utile 4,5 T.
- 3e série - Tigrotto 55, moteur OM CO3, 4 cylindres 100 Ch, PTC 9,0 T charge utile 5,5 T.
- 4e série - Tigrotto 65, moteur OM CO3, 4 cylindres 100 Ch, PTC 10,0 T charge utile 6,5 T.

La série OM Tigrotto a été remplacée dans la gamme Fiat-OM série « X » par les modèles OM 80, OM 90 et OM 100. 

## Le châssis pour autobus
Le châssis particulièrement robuste du Tigrotto a été adapté pour recevoir des carrosseries d'autobus. Doté d'un châssis surbaissé et équipé du moteur OM fiable et peu gourmand, le Tigrotto a été utilisé par de très nombreux carrossiers italiens mais aussi français et allemands pour satisfaire une clientèle nombreuse soucieuse de disposer d'un véhicule de taille réduite que l'on qualifierait de "Midibus" au XXIe siècle. Décliné en version châssis nu motorisé il était également proposé en version 4×4. 